# Регзор
Регзор (пески Шох; до 31 июля 2023 года — Курджалакум) — небольшая песчаная пустыня на юго-западе Таджикистана. Является одной из тех, которые еще не распаханы. Полностью расположена на территории Кубодиёнского района Хатлонской области.

## Географическое положение
Пустыня с запада ограничена долиной нижнего течения реки Кафирниган, на востоке — горным массивом Актау, на юго-востоке и юге — долиной реки Амударья, на севере — полями и садами сел Кубодиёнского района.
Высочайшей точкой пустыни является песочный бугор Кухандиз (ранее Кундуз) на востоке с высотой 446,3 м.

## Флора и фауна
Пустыня покрыта злаковыми растениями и используется для выпаса скота. Пески без травянистого покрова представлены единичными барханами. Древесно-кустарниковая растительность представлена небольшими рощами и посадками саксаула Haloxylon persicum, во влажных понижениях. - кустарников тамариска Tamarix sp. и лоху Eleagnus sp. В понижениях развита также травянистая растительность с преобладанием тростника Phragmites australis и верблюжьей колючкой Alhagi persarum. Вблизи села Саидназар Худойкулов находится роща туранги Populus pruinosa.
Западные склоны горного хребта Актау на восточной границе пустыни покрыты злаковыми растениями и используются для выпаса скота, встречаются также невысокие кустарники. Здесь также находятся небольшие массивы незакрепленных песков.
За границу пустыни находятся поля, сады (гранатовые, абрикосовые, шелковицы и др.), мелиоративные каналы и искусственные водоемы, например, искусственное озеро Чоркуль.